# Foro de Modelización Energética
El Foro de Modelización de la Energía (EMF) es un foro estructurado para debatir cuestiones importantes sobre energía y medio ambiente. El EMF se creó en 1976 en la Universidad de Stanford. El CEM trabaja a través de una serie de grupos de trabajo ad hoc, cada uno de los cuales se centra en una decisión empresarial o política concreta. El CEM ofrece una plataforma no partidista que garantiza la consideración objetiva de puntos de vista opuestos.  La participación es por invitación.
Desde finales de los años noventa, la FEM ha contribuido a la economía del cambio climático, como demuestran los informes del Grupo Intergubernamental de Expertos sobre el Cambio Climático (IPCC) y sobre la modelización de la evaluación integrada de forma más general.
John Weyant es el actual director del CEM.

## Ética
El CEM se convocó en 1976 por la preocupación de que los conocimientos que los modelos energéticos a gran escala podían proporcionar a los responsables políticos quedaban eclipsados por la "plétora de resultados cuantitativos detallados" que se difundían y discutían.: 449  Por ello, la FEM trató de reunir a los creadores de modelos energéticos para proporcionar un contexto adecuado a su trabajo. De hecho, el CEM se creó para "fomentar una mejor comunicación entre los creadores y los usuarios de modelos energéticos en la planificación y el análisis de políticas energéticas".: 449 La CEM establece periódicamente grupos de trabajo ad hoc para realizar estudios sobre temas energéticos seleccionados.  A continuación, un grupo de trabajo identifica los modelos existentes relevantes y establece una serie de pruebas para iluminar la estructura básica y el comportamiento de cada modelo.  Los resultados se comparan y los puntos fuertes y débiles de cada modelo se documentan en un informe (a partir de 1982) de libre acceso.

## Lista de proyectos CEM
Los informes de la mayoría de los proyectos completados están disponibles en el sitio web de la FEM.  Desde 2006, los informes se publican a veces exclusivamente en ediciones especiales de revistas académicas (de pago).
| Proyecto                                                                                               | Reportado            | Descripción                                                                         |
| Proyectos realizados                                                                                   | Proyectos realizados | Proyectos realizados                                                                |
| --- | -------------------- | ----------------------------------------------------------------------------------- |
| EMF 01                                                                                                 | 1977                 | Energía y economía                                                                  |
| EMF 02                                                                                                 | 1978                 | El carbón en transición: 1980-2000                                                  |
| EMF 03                                                                                                 | 1979                 | Previsión de la carga eléctrica: sondear la cuestión con modelos                    |
| EMF 04                                                                                                 | 1980                 | Elasticidad agregada de la demanda de energía                                       |
| EMF 05                                                                                                 | 1982                 | Suministro de petróleo y gas en Estados Unidos                                      |
| EMF 06                                                                                                 | 1981                 | Petróleo mundial                                                                    |
| EMF 07                                                                                                 | 1986                 | Impacto macroeconómico de las crisis energéticas                                    |
| EMF 08                                                                                                 | 1987                 | Demanda de energía industrial, conservación y sustitución entre combustibles        |
| EMF 09                                                                                                 | 1989                 | Mercados norteamericanos de gas natural                                             |
| EMF 10                                                                                                 | 1991                 | Mercados y planificación de la electricidad                                         |
| EMF 11                                                                                                 | 1992                 | Oferta y demanda internacional de petróleo                                          |
| EMF 12                                                                                                 | 1993                 | Controlar las emisiones mundiales de carbono: costes y opciones políticas           |
| EMF 13                                                                                                 | 1996                 | Mercados para la eficiencia energética                                              |
| EMF 14                                                                                                 | —                    | Evaluación integrada del cambio climático                                           |
| EMF 15                                                                                                 | 1998                 | Un sector eléctrico competitivo                                                     |
| EMF 16                                                                                                 | 1999                 | Los costes del Protocolo de Kioto                                                   |
| EMF 17                                                                                                 | —                    | Precios y emisiones en un mercado eléctrico reestructurado                          |
| EMF 18                                                                                                 | —                    | Dimensiones comerciales internacionales de las políticas climáticas                 |
| EMF 19                                                                                                 | 2002                 | Cambio climático: estrategias tecnológicas y comercio internacional                 |
| EMF 20                                                                                                 | 2003                 | Gas natural, diversidad de combustibles y mercados energéticos norteamericanos      |
| EMF 21                                                                                                 | 2008                 | Mitigación de gases múltiples y cambio climático                                    |
| EMF 22                                                                                                 | 2010                 | Escenarios de control del cambio climático                                          |
| EMF 23                                                                                                 | 2009                 | Mercados y comercio mundial de gas natural                                          |
| EMF 24                                                                                                 | 2014                 | Estrategias tecnológicas y de política climática de Estados Unidos                  |
| EMF 25                                                                                                 | 2011                 | Eficiencia energética y mitigación del cambio climático                             |
| EMF 26                                                                                                 | 2013                 | Emisiones e implicaciones comerciales de los nuevos suministros de gas natural      |
| EMF 27                                                                                                 | 2014                 | Estrategias globales de tecnología y política climática                             |
| EMF 28                                                                                                 | 2013                 | Los efectos de las opciones tecnológicas en la política climática de la UE          |
| EMF 29                                                                                                 | 2012                 | El papel del ajuste del carbono en frontera en la política climática unilateral     |
| Proyectos actuales (a finales de 2016)                                                                 |                      |                                                                                     |
| EMF 30                                                                                                 |                      | Forzantes climáticos de vida corta y calidad del aire                               |
| EMF 31                                                                                                 |                      | Los mercados norteamericanos de gas natural en transición                           |
| EMF 32                                                                                                 |                      | Escenarios de reciclaje de gases de efecto invernadero e ingresos en Estados Unidos |
| EMF 33                                                                                                 |                      | Bioenergía y uso del suelo                                                          |
| - El año indicado es el de la última revisión. - Un guion indica que no hay ningún informe disponible. |                      |                                                                                     |